# 赵羽翔
赵羽翔（1928年—），男，满族，辽宁开原人，中国剧作家，曾任中国戏剧家协会理事，吉林省戏剧家协会副主席、名誉主席。